# Rami Alanko
Rami Alanko, född 31 december 1975, är en finländsk före detta ishockeyspelare. Alanko var med och vann SM-guld med Färjestad BK säsongen 2005/06.

## Klubbar
- Kloten Flyers 1997-1998
- HPK 1996-1998
- Jokerit 1997-2002
- Färjestad BK 2005-2007
- Frankfurt Lions 2007
- Esbo Blues 2003-2005 - 2007-2010